# Jean Bilhères de Lagraulas
Jean Bilhères de Lagraulas, talvolta riportato, seppur erroneamente, come Jean de Villiers de a Groslaye (Guascogna, 1434/1439 – Roma, 6 agosto 1499), è stato un abate, vescovo cattolico e cardinale francese, appartenente all'Ordine benedettino.

## Biografia
Nel 1473 divenne abate di Saint-Michel de Pessan, nel territorio della diocesi di Auch. Dopo la morte del conte Giovanni V d'Armagnac, re Luigi XI lo inviò nell'Armagnac per convincere le popolazioni della Contea di Aure a rimanere territorio del Regno di Francia e non di quello di Aragona, impresa che gli riuscì felicemente. Per questo fu compensato con la nomina a vescovo di Lombez e nel 1474 fu nominato abate di Saint-Denis.
Divenne quindi ambasciatore di Luigi XI di Francia presso Ferdinando II di Aragona e Isabella di Castiglia, poi del re Carlo VIII, prima in Germania e poi a Roma.
Nel 1491 venne nominato vescovo coadiutore a Santes. Ricevette quindi le nomine ad abate commendatario di Saint-Martin de Nevers, di Saint Denis, di Tournous e di Mas-Garnier.
Nel concistoro del 20 settembre 1493 papa Alessandro VI gli conferì il cardinalato
nominandolo cardinale presbitero di Santa Sabina.
Nel febbraio 1498 divenne amministratore apostolico in commendam della diocesi di Viviers.
Fu colui che commissionò la famosa scultura della Pietà all'allora ventitreenne Michelangelo Buonarroti, destinata alla cappella di Santa Petronilla presso la basilica di San Pietro in Vaticano. Attualmente la scultura si trova in una diversa cappella della stessa basilica.